# Dave Holland (batterista)
David Holland, detto Dave (Northampton, 5 aprile 1948 – Lugo, 16 gennaio 2018), è stato un batterista britannico.

## Biografia
Era noto soprattutto come membro dei Trapeze e dei Judas Priest. Fece parte dei Trapeze dal 1969 al 1979 e dei Judas Priest dal 1979 al 1989.
Negli anni '60 suonava in un gruppo pop chiamato Pinkerton's Assorted Colours, attivo dal 1964 al 1969, e nei Finders Keepers, un progetto in cui erano attivi anche Mel Galley e Glenn Hughes, altri componenti dei Trapeze.
Tra il 1977 ed il 1980 collaborò in Play Me Out, album solista di Hughes e in due album di Justin Hayward, ovvero Songwriter e Night Flight.
Nel 1997-1998 collaborò con Al Atkins all'album Victim of Changes.
Nel 2004 fu condannato ad otto anni di reclusione per tentato stupro e molestie ai danni di un minorenne disabile. Dopo essere stato rilasciato, si trasferì in Spagna, dove morì in un ospedale nel gennaio 2018. Le cause della sua morte non furono mai rivelate.

## Discografia parziale
Trapeze
- 1970 - Trapeze
- 1970 - Medusa
- 1972 - You Are the Music... We're Just the Band
- 1974 - The Final Swing
- 1974 - Hot Wire
- 1975 - Trapeze
- 1979 - Hold On
- 1981 - Live in Texas: Dead Armadillos
- 1998 - Welcome to the Real World

Judas Priest
- 1980 - British Steel
- 1981 - Point of Entry
- 1982 - Screaming for Vengeance
- 1984 - Defenders of the Faith
- 1986 - Turbo
- 1987 - Priest...Live!
- 1988 - Ram It Down